# Łom Redemptorystów
Łom Redemptorystów – nieczynny kamieniołom na Krzemionkach Podgórskich w dzielnicy Podgórze w Krakowie.
Znajduje się w północno-zachodniej części zrębu Krzemionek, u podnóża ośrodka radiowo-telewizyjnego. Powyżej wyrobiska kamieniołomu wybudowano wieżę telekomunikacyjną, stąd też kamieniołom nazywany jest popularnie Pod Wieżą TV. Kamienie wydobywano w nim już w średniowieczu, a ich eksploatacja trwało jeszcze przed II wojną światową. Wyrobisko kamieniołomu jest łatwo dostępne od strony południowo-zachodniej i południowej (ulice Przełęcz i Czyżówka). Od strony północno-wschodniej zamknięte jest pionową ścianą o wysokości do 30 m. W ścianie tej znajduje się niewielka kapliczka.
Na pionowej ścianie Łomu Redemptorystów wspinacze dokonali pierwszych przejść już w latach 60. XX wieku. W 2019 r. część terenu wyrobiska jest użytkowana jako parking zastrzeżony dla samochodów pracowników ośrodka sportu, pozostała część jest niezagospodarowana. Przez okolicznych mieszkańców jest wykorzystywana jako miejsce rekreacji. Wspinaczka nie odbywa się, m.in. z powodu braku asekuracji ściany. Fundacja Wspierania Rozwoju Wspinaczki „Wspinka” zabiega o udostępnienie ściany kamieniołomu do wspinaczki. Wymagałoby to zamontowania na niej stałych punktów asekuracyjnych dla 15 dróg wspinaczkowych. Wspinaczka byłaby uzupełnieniem infrastruktury sportowej jaka powinna pojawić się na terenie dawnego kamieniołomu w ramach działań rewitalizacyjnych.

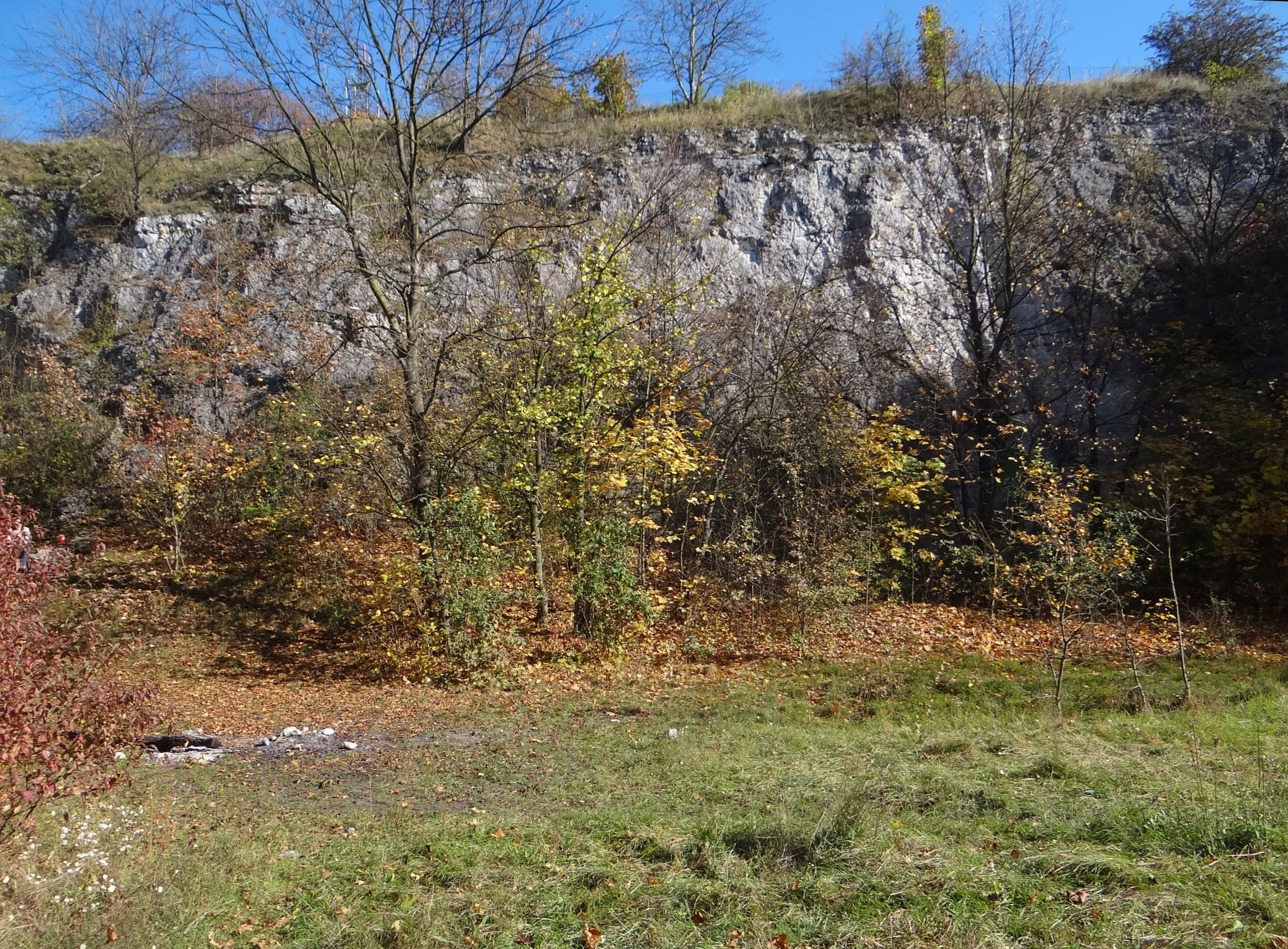
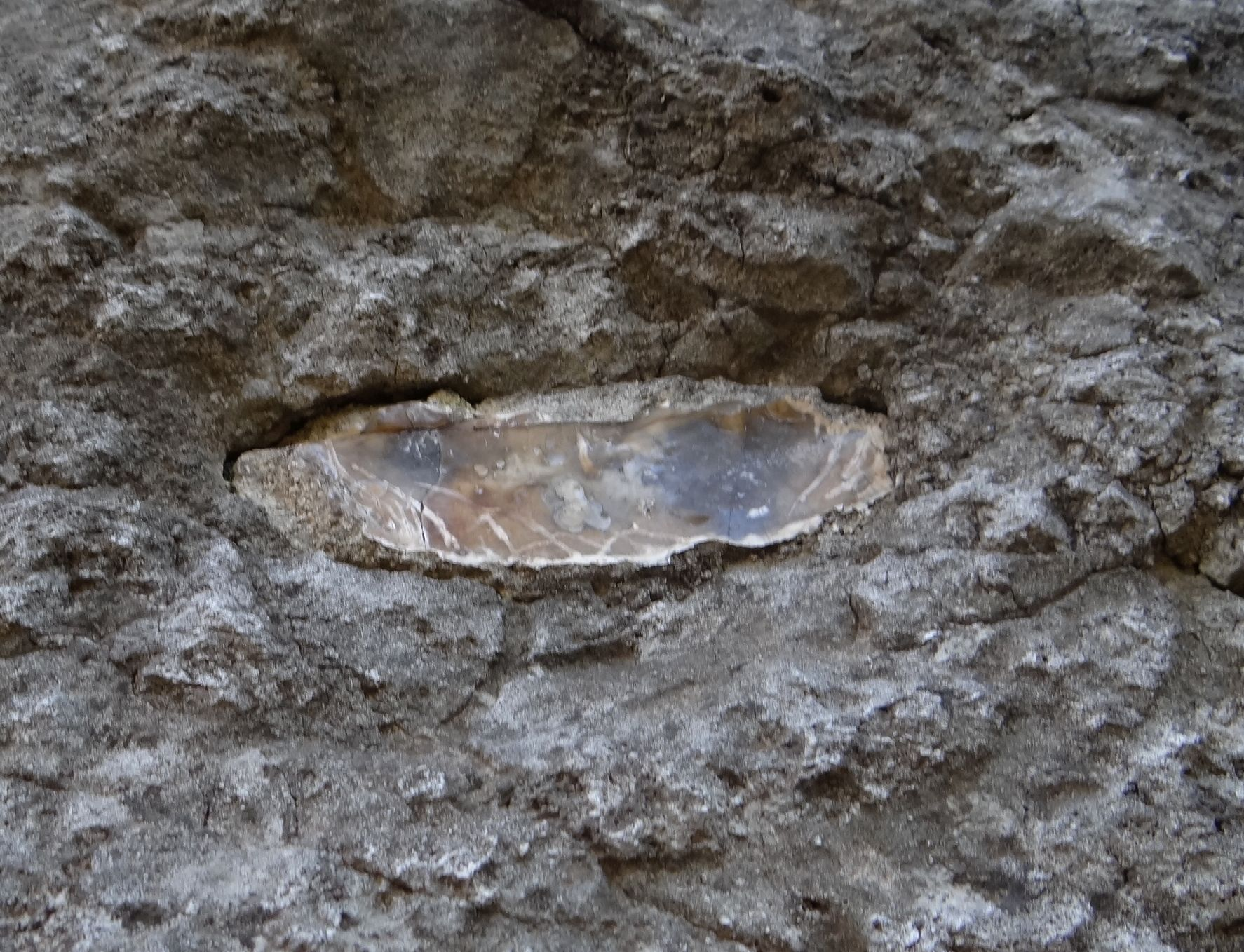
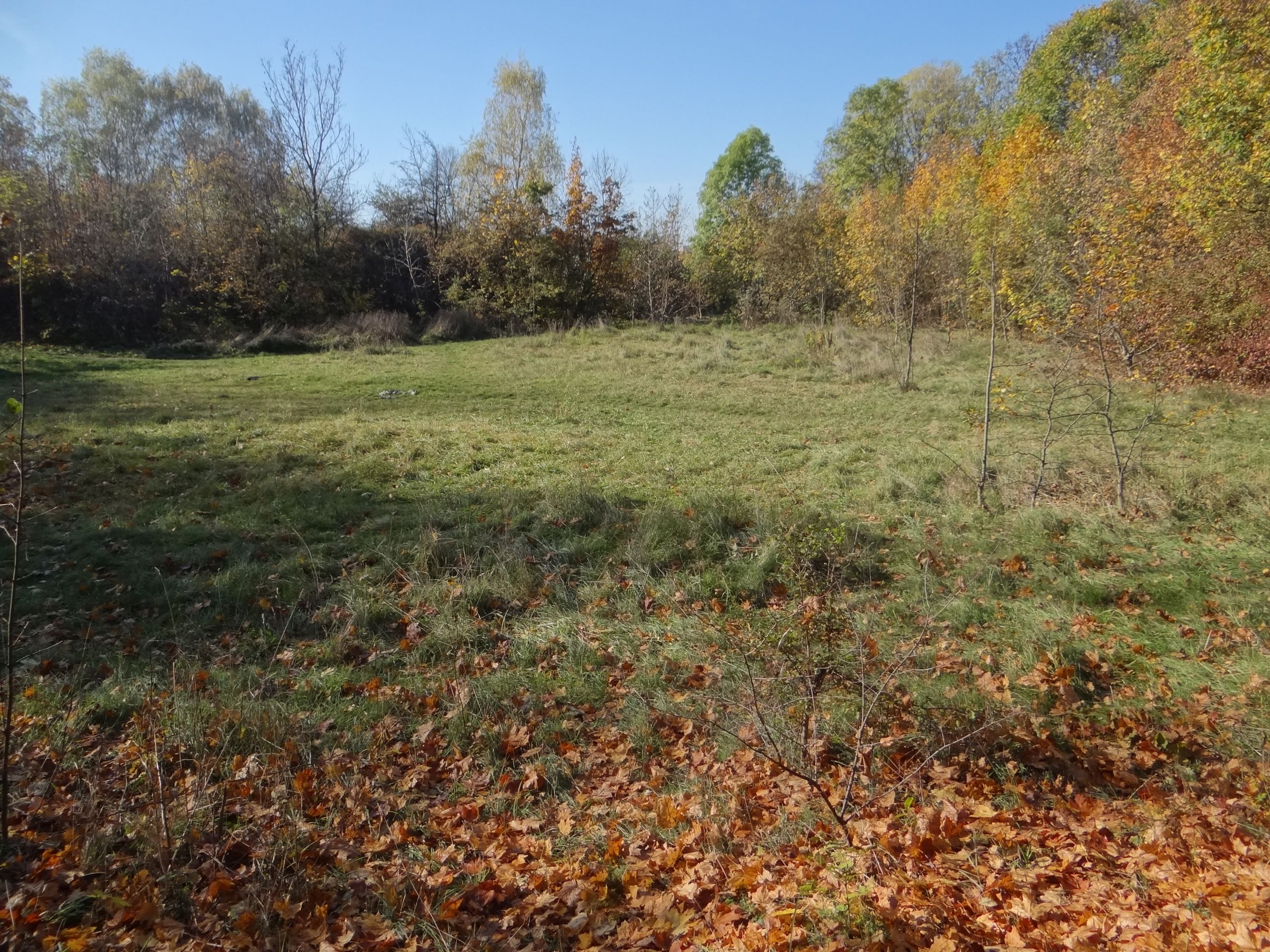
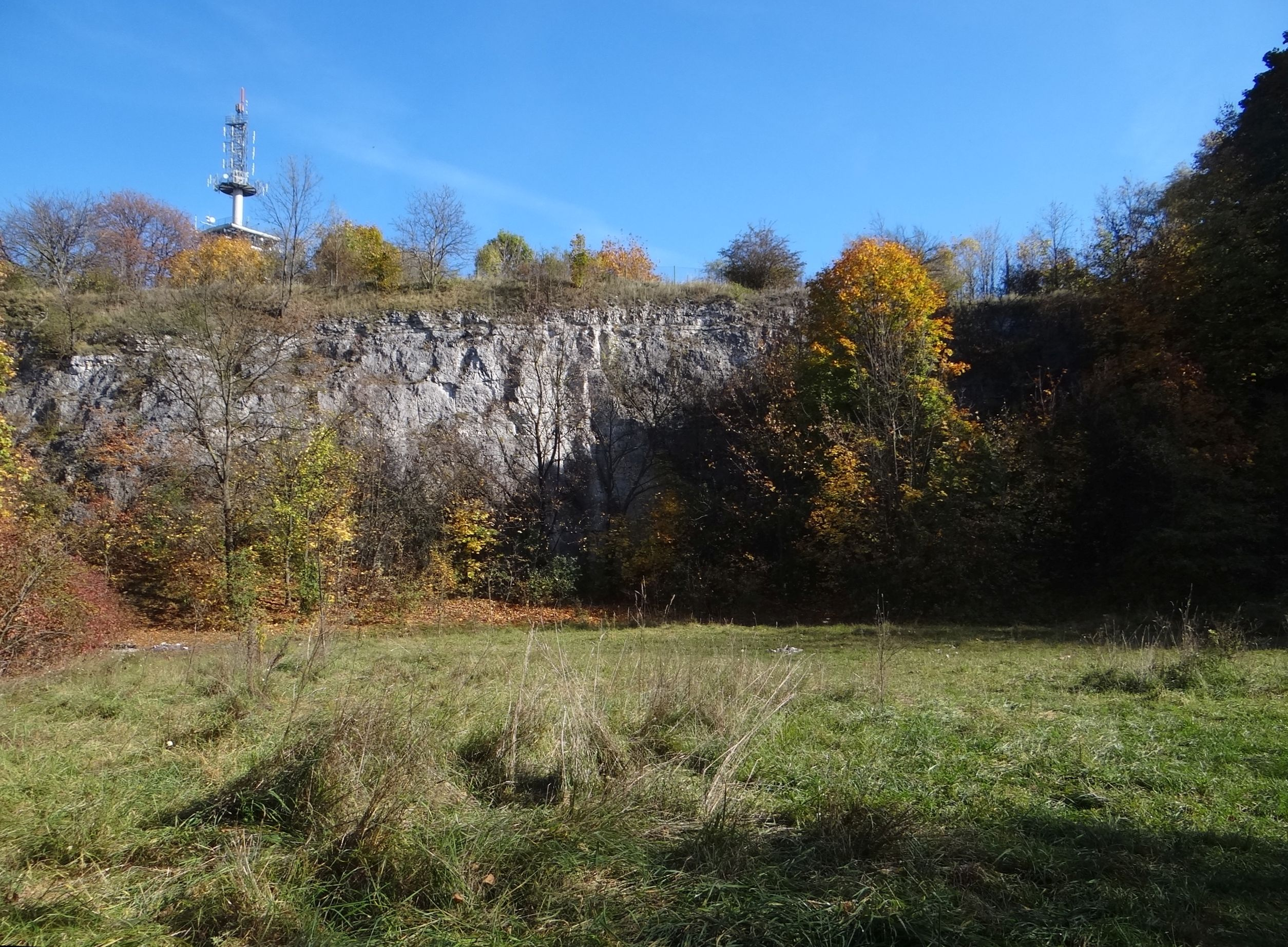
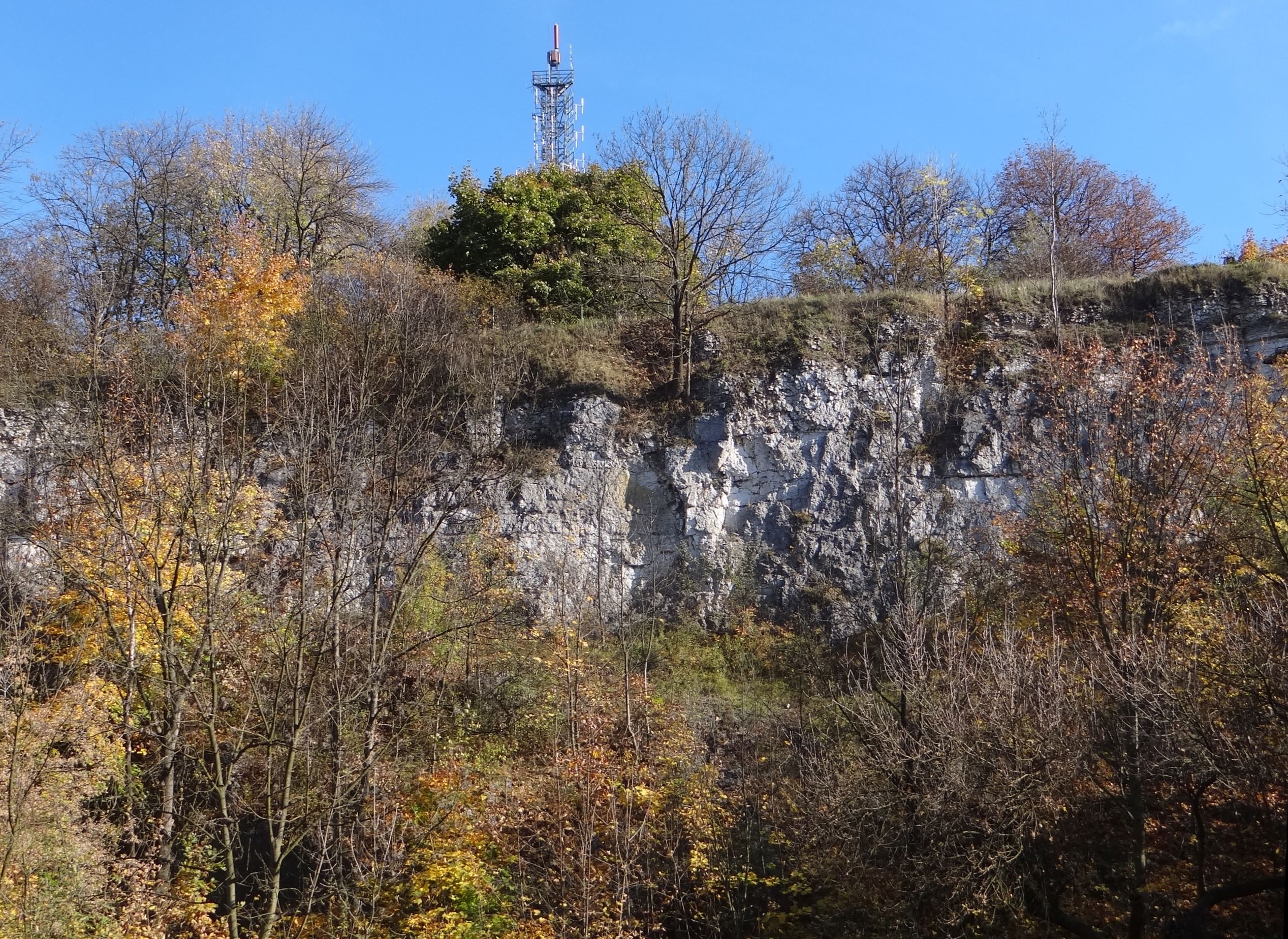
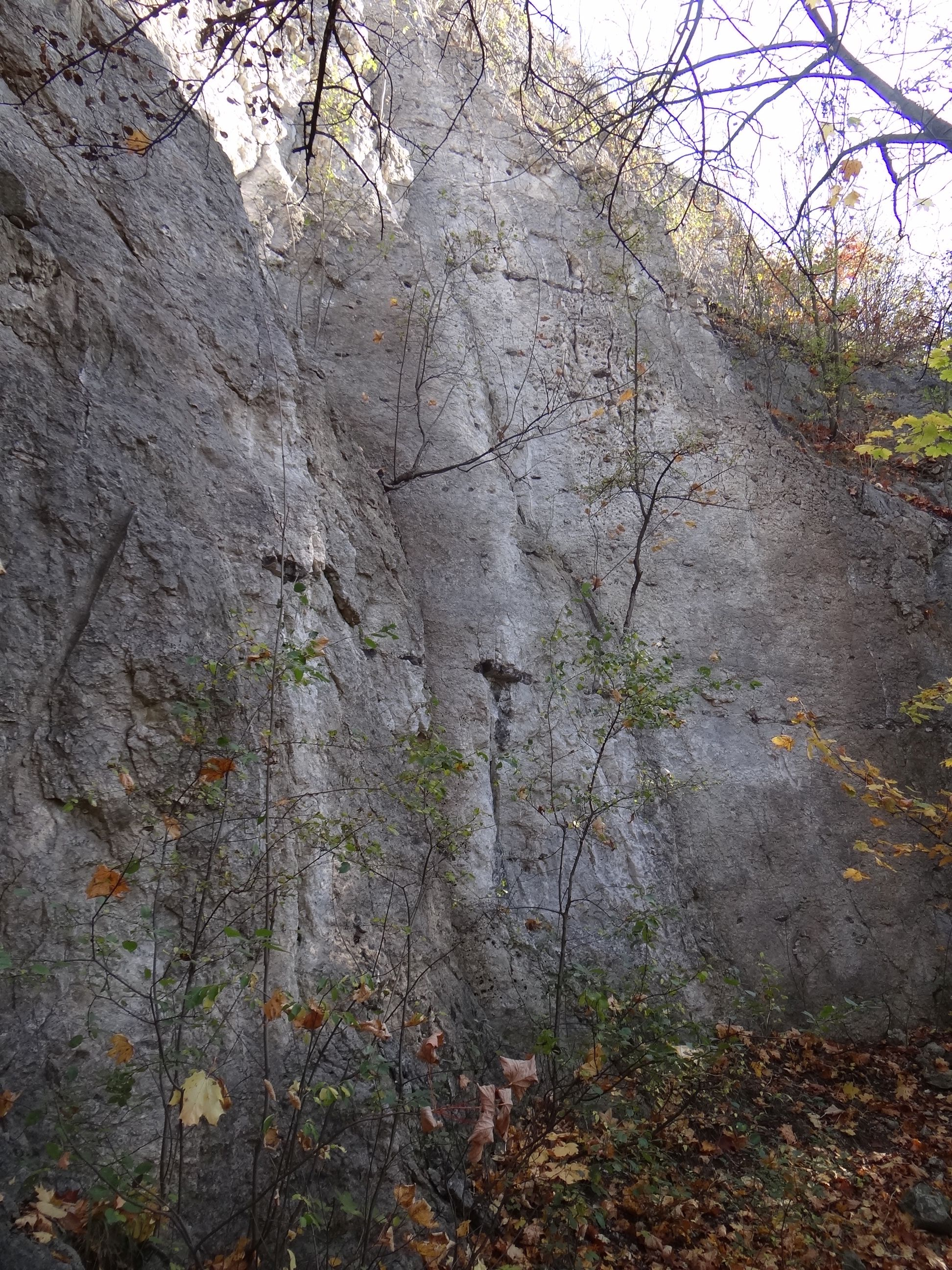
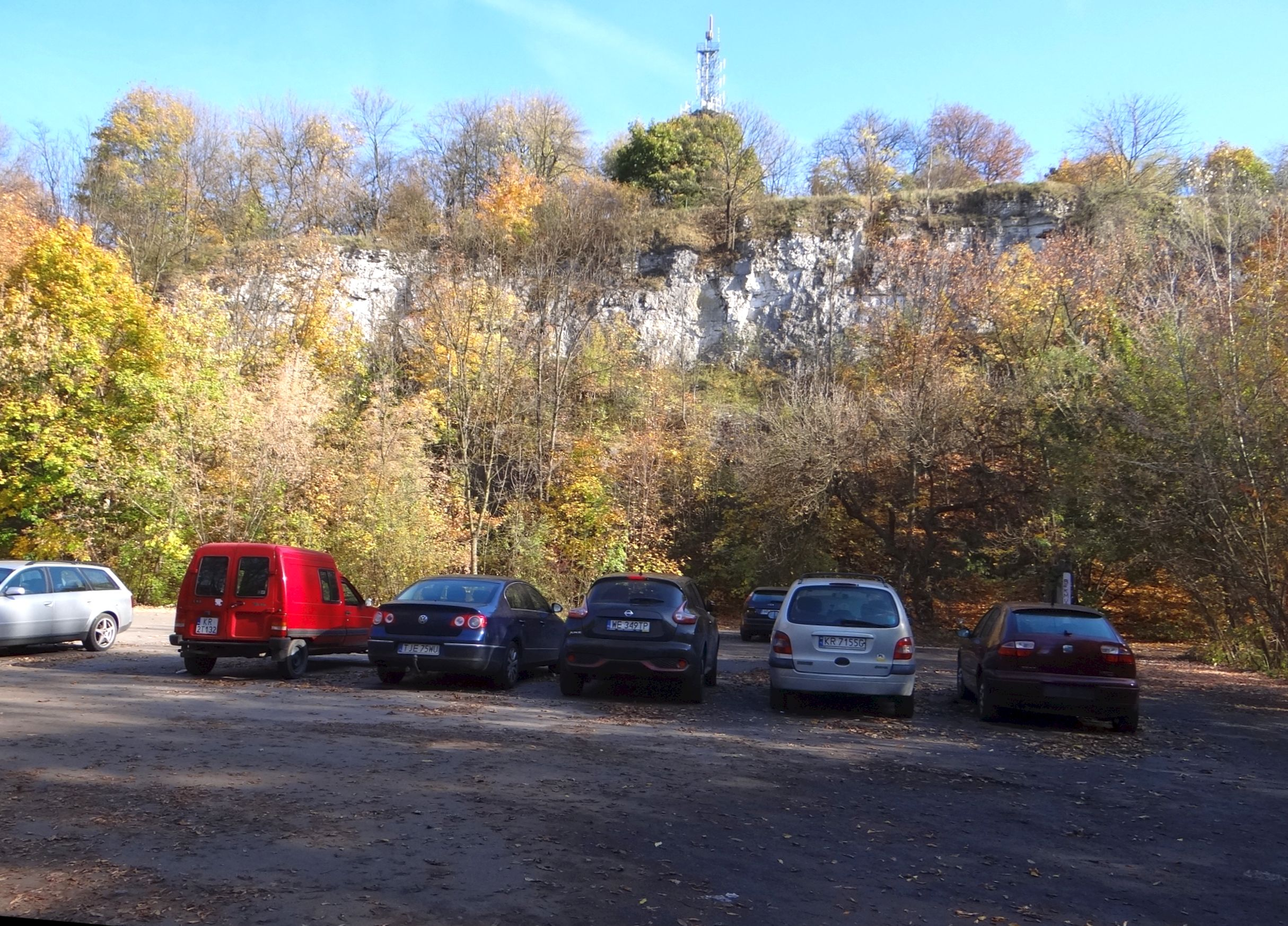

Łom Redemptorystów  jest jednym z siedmiu kamieniołomów na zrębie Krzemionek. Pozostałe to: Szkoła Twardowskiego, Liban, Kamieniołom pod św. Benedyktem, Kamieniołom Miejski, Bonarka oraz kamieniołomy obozu Plaszow w byłym niemieckim obozie koncentracyjnym Płaszów. Ostatni z kamieniołomów zamknięto w 1986 r.